# GKS Bełchatów
El Górniczy Klub Sportowy Bełchatów és un club de futbol polonès de la ciutat de Bełchatów.

## Història
El club va néixer el 1977. No ha guanyat cap títol major nacional, però fou segon a primera divisió el 2007, finalista de copa els anys 1996 i 1999, i de la copa de la lliga el 2007.

## Futbolistes destacats
Futbolistes internacionals amb més de 80 partits al club.
- Carlo Costly
- Dainius Suliauskas
- Łukasz Garguła
- Jacek Krzynówek
- Radosław Matusiak
- Grzegorz Rasiak
- Łukasz Sapela